# Hemicetal
En química orgánica, un hemicetal es un grupo funcional que resulta de la reacción entre una cetona y un Alcohol (R-OH). A diferencia de un hemiacetal donde la reacción se da con un aldehído en vez de una cetona. En bioquímica de glúcidos, se forma un hemicetal heterocíclico cuando un sustituyente hidroxilo ataca al carbonilo de cetona de la cetosa.

## Importancia en Carbohidratos

### Estructuras Cíclicas
Los azúcares (especialmente los conformados por 5 y 6 carbonos) normalmente existen como moléculas cíclicas en vez de las formas de cadena abierta como suelen representarse en una Proyección de Fisher. La ciclación tiene lugar como resultado de la interacción entre grupos funcionales en carbonos distantes, como C-1 y C-5, que es donde toma lugar la formación de hemiacetales, en este caso cíclicos. Otra posibilidad es una interacción entre C-2 y C-5, donde ocurre la formación del hemicetal cíclico (en la cetohexosa).